# Џејн Расел
Џејн Расел (енгл. Jane Russell; Бемиџи, 21. јун 1921 — Санта Марија, 28. фебруар 2011) била је америчка филмска глумица, манекенка и секс-симбол четрдесетих и педесетих година двадесетог века.

## Биографија
Џејн Расел је рођена 21. јуна 1921. године у Бемиџију (Минесота) као Ернстина Џејн Џералдин Расел (енгл. Ernestine Jane Geraldine Russell). Била је једина ћерка Роја Вилијама Расела (1890—1937) и Џералдин Џејкоби (1891—1986), поред четири млађе браће. Џејнини родитељи потичу из Северне Дакоте, а венчали су се 1917. године. Отац јој је био поручник фрегате америчке армаде, а мајка номадска глумица. Похађала је часове клавира, радила је као фото-модел, а по мајчиној жељи је студирала драмску глуму. У младости је радила као рецепционерка.
Први пут се појавила на филмској сцени 1943. године у филму Злочинац, где ју је запазио Хауард Хјуз, који је био опседнут њеним попрсјем. Удавала се три пута и усвојила троје деце. У вези са усвајањима, установила је да је врло тешко усвојити децу, што ју је инспирисало да оснује World Adoption International Agency, која је помогла десетини хиљада деце која су усвојена у САД из других земаља. Своју глумачку каријеру је окончала 1970. године. Преминула је 28. фебруара 2011. године у кући у Санта Марији.

## Филмографија
| Улоге Џејн Расел |                            |               |       |          |
| Година           | Српски назив               | Изворни назив | Улога | Напомена |
| 1943.            | Злочинац                   |               |       |          |
| 1946.            | Млада удовица              |               |       |          |
| 1948.            |                            |               |       |          |
| 1951.            |                            |               |       |          |
| 1951.            | Дупли динамит              |               |       |          |
| 1952.            | Макао                      |               |       |          |
| 1952.            |                            |               |       |          |
| 1952.            |                            |               |       |          |
| 1952.            |                            |               |       |          |
| 1953.            | Мушкарци више воле плавуше |               |       |          |
| 1954.            |                            |               |       |          |
| 1955.            |                            |               |       |          |
| 1955.            |                            |               |       |          |
| 1955.            |                            |               |       |          |
| 1955.            |                            |               |       |          |
| 1956.            |                            |               |       |          |
| 1956.            |                            |               |       |          |
| 1957.            |                            |               |       |          |
| 1964.            |                            |               |       |          |
| 1966.            | Џони Рено                  |               |       |          |
| 1966.            |                            |               |       |          |
| 1967.            |                            |               |       |          |
| 1970.            |                            |               |       |          |